# Leptomantella albella
Leptomantella albella es una especie de mantis de la familia Tarachodidae.

## Distribución geográfica
Se encuentra en China, Malasia, Filipinas, Sumatra,  Java, Borneo y Sulawesi.